# Первая линия (Екатеринбург)
Первая линия — единственная линия Екатеринбургского метрополитена. Она имеет 9 станций.

## Хронология открытия участков
- 27 апреля 1991 года — «Проспект Космонавтов — Машиностроителей»
- 22 декабря 1992 года — «Машиностроителей — Уральская»
- 22 декабря 1994 года — «Уральская — Площадь 1905 года»
- 30 декабря 2002 года — «Площадь 1905 года — Геологическая»
- 28 ноября 2011 года — «Геологическая — Ботаническая» (без «Чкаловской»)
- 28 июля 2012 года — «Чкаловская» (на действующем участке)

## Станции
На единственной линии Екатеринбургского метрополитена расположены 9 станций. 4 — мелкого заложения, 5 — глубокого.

### Типы станций
На сегодняшний день в Екатеринбургском метрополитене имеются станции следующих типов:

#### Колонная станция мелкого заложения
В Екатеринбурге (Свердловске) станции такого типа появились в первой очереди на пусковом участке «Проспект Космонавтов — Машиностроителей» в 1991 году. Такие станции располагаются на глубине не более 15 метров и имеют высокую пропускную способность в часы пик. 
На 2025 год таких станций в Екатеринбургском метрополитене три — «Проспект Космонавтов», «Машиностроителей» (1991) и «Ботаническая» (2011).

#### Односводчатая станция мелкого заложения
В Екатеринбурге (Свердловске) станции такого типа появились в первой очереди на пусковом участке «Проспект Космонавтов — Машиностроителей» в 1991 году. Данный тип станции не имеет никаких конструктивных элементов, помимо свода, и представляет собой однообъёмный большой зал.
На 2025 год такая станций в Екатеринбургском метрополитене одна — «Уралмаш» (1991).

#### Пилонная станция глубокого заложения
В Екатеринбурге станции такого типа появились на пусковом участке «Машиностроителей — Уральская» в 1992 году. 
На 2025 год такая станция в Екатеринбургском метрополитене одна — «Уральская» (1992). Недостроенная и расположенная между станциями «Геологическая» и «Чкаловская» станция «Бажовская» должна была быть пилонной.

#### Односводчатая станция глубокого заложения
В Екатеринбурге станции такого типа появились на пусковом участке «Уральская — Площадь 1905 года» в 1994 году. Данный тип станции не имеет никаких конструктивных элементов, помимо свода, и представляет собой однообъёмный большой зал.
На 2025 год таких станций в Екатеринбургском метрополитене три — «Динамо» (1994), «Геологическая» (2002) и «Чкаловская» (2012).

#### Колонная станция глубокого заложения
В Екатеринбурге станции такого типа появились на пусковом участке «Уральская — Площадь 1905 года» в 1994 году. Станции данного типа имеют следующие конструктивные элементы: два ряда колонн, отделяющих станционный зал от посадочных платформ, и три пролёта: две узких посадочных платформы и широкий станционный зал.
На 2025 год таких станций в Екатеринбургском метрополитене одна — «Площадь 1905 года» (1994).

## Подвижной состав
С момента открытия и поныне на линии работают 4-х вагонные составы 81-717.5/714.5. К открытию в 2011 году, станции «Ботаническая» поступило 2 состава 81-717.5М/714.5М. В 2019 году прибыли 2 состава 81-717.6/714.6. На данный момент существует 8 вагонов данной модели.

## Перспективы
Линия должна быть продлена на север (станция «Бакинский комиссаров») и на юг (станция «Уктусские горы»), также должна быть достроена станция «Бажовская», расположенная между «Геологической» и «Чкаловской». Станция «Площадь 1905 года» станет пересадочной на будущую Вторую линию, а «Геологическая» — на Третью. 
В 2024 году заговорили о строительстве 3 станций к 2030 году - 2 на севере, 1 на юге линии. 